# Francisco Rodrigues (labdarúgó, 1925)
Francisco Rodrigues (más néven Rodrígues Tatú; São Paulo, 1925. június 27. – São Paulo, 1988. október 30.) brazil labdarúgócsatár.

## Pályafutása

### A válogatottban
Részt vett az 1950-es és az 1954-es világbajnokságon; 1952-ben a brazil válogatott tagjaként megnyerte a Pánamerikai bajnokságot.

## Sikerei, díjai

### A válogatottal
Brazília
- Pánamerikai bajnokság: 1952
- Labdarúgó-világbajnokság ezüstérmes: 1950
- Copa América ezüstérmes: 1953